# Kabinett Platzeck III
Das Kabinett Platzeck III bildete vom 6. November 2009 bis zum 28. August 2013 die Landesregierung von Brandenburg. Es wurde nach der Wahl zum 5. Landtag des Landes Brandenburg am 27. September 2009 auf Grundlage eines Koalitionsvertrages zwischen SPD und Die Linke gebildet. Damit wurde Brandenburg zum ersten Mal von einer rot-roten Koalition regiert. Die CDU, die als bisheriger Juniorpartner der SPD zehn Jahre in einer rot-schwarzen Koalition mitregiert hatte, ging in die Opposition.
Die Amtszeit des Kabinetts Platzeck III endete durch den Rücktritt des Ministerpräsidenten Matthias Platzeck (SPD) am 28. August 2013, womit entsprechend Art. 85 Abs. 1 der Landesverfassung auch die Amtszeit aller Mitglieder der Landesregierung endete. Neuer Ministerpräsident wurde der bisherige Innenminister Dietmar Woidke (SPD), der das kaum veränderte Kabinett Woidke I bildete.

## Kabinett
| Amt oder Ressort                         | Bild                                     | Name                                     | Partei                                                                                           | Partei             | Staatssekretäre | Partei              |
| ---------------------------------------- | ---------------------------------------- | ---------------------------------------- | ------------------------------------------------------------------------------------------------ | ------------------ | --- | ------------------- |
| Ministerpräsident                        |                                          | Matthias Platzeck                        |                                                                                                  | SPD                | Albrecht Gerber (Chef der Staatskanzlei) Tina Fischer (Bevollmächtigte des Landes Brandenburg beim Bund) Rainer Bretschneider (Flughafenkoordinator der Landesregierung, seit 25. Januar 2013) | SPD SPD parteilos   |
| Stellvertretender Ministerpräsident      |                                          | Helmuth Markov                           |                                                                                                  | Die Linke          | |                     |
| Finanzen                                 |                                          | Helmuth Markov                           |                                                                                                  | Die Linke          | |                     |
| Inneres                                  |                                          | Rainer Speer (bis 23. September 2010)    |                                                                                                  | SPD                | Rudolf Zeeb | SPD                 |
| Inneres                                  | Dietmar Woidke (seit 23. September 2010) |                                          |                                                                                                  | SPD                | Rudolf Zeeb | SPD                 |
| Justiz                                   |                                          | Volkmar Schöneburg                       |                                                                                                  | Die Linke          | Sabine Stachwitz (bis 30. Oktober 2012) Ronald Pienkny (seit 30. Oktober 2012) | beide parteilos     |
| Wirtschaft und Europaangelegenheiten     |                                          | Ralf Christoffers                        | Die Linke                                                                                        | Henning Heidemanns | parteilos |                     |
| Arbeit, Soziales, Frauen und Familie     |                                          | Günter Baaske                            |                                                                                                  | SPD                | Wolfgang Schroeder | parteilos           |
| Umwelt, Gesundheit und Verbraucherschutz |                                          | Anita Tack                               |                                                                                                  | Die Linke          | Heinrich-Daniel Rühmkorf (bis 30. Oktober 2012) Almuth Hartwig-Tiedt (seit 30. Oktober 2012)                                                                                                   | parteilos Die Linke |
| Bildung, Jugend und Sport                |                                          | Holger Rupprecht (bis 27. Januar 2011)   |                                                                                                  | SPD                | Burkhard Jungkamp | parteilos           |
| Bildung, Jugend und Sport                | Martina Münch (seit 23. Februar 2011)    |                                          |                                                                                                  | SPD                | Burkhard Jungkamp | parteilos           |
| Wissenschaft, Forschung und Kultur       | Martina Münch (bis 23. Februar 2011)     | SPD                                      | Martin Gorholt                                                                                   | SPD                | |                     |
| Wissenschaft, Forschung und Kultur       |                                          | Sabine Kunst (seit 23. Februar 2011)     | Martin Gorholt                                                                                   | SPD                | | parteilos           |
| Infrastruktur und Landwirtschaft         |                                          | Jutta Lieske (bis 25. Februar 2010)      |                                                                                                  | SPD                | Jörg Vogelsänger (bis 24. Februar 2010) | SPD                 |
| Infrastruktur und Landwirtschaft         |                                          | Jörg Vogelsänger (seit 25. Februar 2010) | Rainer Bretschneider (2. März 2010 bis 25. Januar 2013) Kathrin Schneider (seit 29. Januar 2013) | SPD                | parteilos |                     |

## Veränderungen
Jutta Lieske trat im Februar 2010 aus gesundheitlichen Gründen zurück. Sie wurde von Jörg Vogelsänger abgelöst, bis dahin Staatssekretär im Ministerium für Infrastruktur und Landwirtschaft.
Nach dem Rücktritt Rainer Speers im September 2010 wurde der Vorsitzende der SPD-Landtagsfraktion Dietmar Woidke zum neuen Innenminister ernannt.
Holger Rupprecht trat am 27. Januar 2011 wegen einer Dienstwagenaffäre zurück. Am 23. Februar 2011 übernahm die bisherige Wissenschaftsministerin Martina Münch dessen Amt, ihre Nachfolge trat am selben Tag Sabine Kunst, bisher Präsidentin der Universität Potsdam, an.